# Nha Trang
Nha Trang város Vietnámban, Khanh Hoa tartomány székhelye. Az ország középső-északi részén, a Dél-kínai-tenger partján fekszik. Hanoitól mintegy 1280 km-re délre, Đà Nẵngtól 521 km-re, Ho Si Minh-várostól 439 km-re északra fekszik. Repülőtere a Cam Ranh nemzetközi repülőtér.

## Látnivalók
- A város tengerpartja és a közeli szigetek
- Yersin-múzeum
- Az Oceanográfiai Intézet
- Bảo Đại császár palotája
- Chùa Long Sơn pagoda
- Chánh Tọa-templom
- Exotica dance club
- Vinpearl szórakoztató és üdülő központ

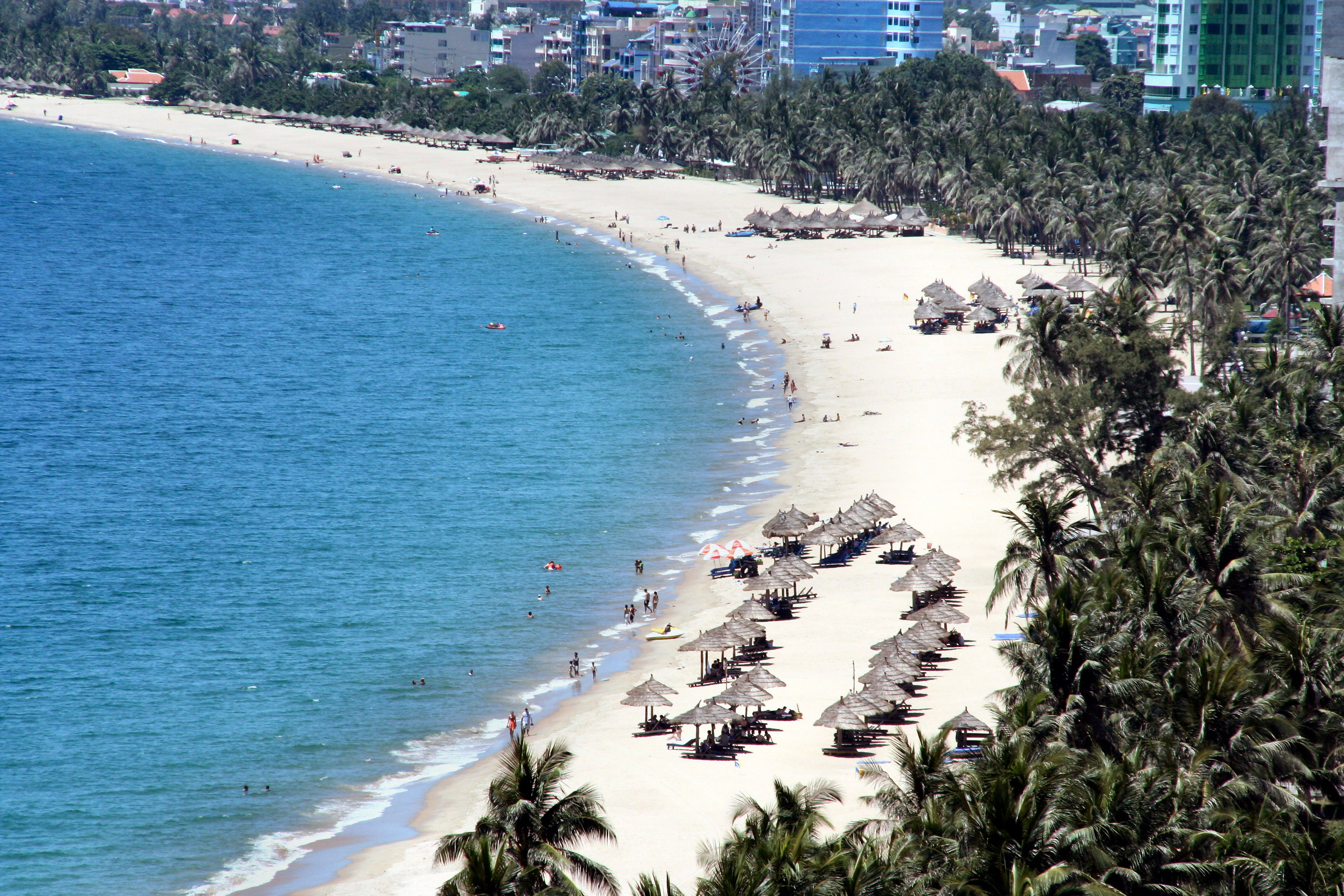
Nha Trang tengerpartja

## Fordítás
- Ez a szócikk részben vagy egészben a Nha Trang című angol Wikipédia-szócikk ezen változatának fordításán alapul.  Az eredeti cikk szerkesztőit annak laptörténete sorolja fel. Ez a jelzés csupán a megfogalmazás eredetét és a szerzői jogokat jelzi, nem szolgál a cikkben szereplő információk forrásmegjelöléseként.